# Panagiotis Glykos
Panagiotis Glykos (Vólos, 10 de outubro de 1986), é um futebolista Grego que atua como goleiro. Atualmente, joga pelo PAOK. 

## Carreira

### Ol Volos
Glykos se profissionalizou no Olympiakos Volou, em 2004.

### PAOK
Glykos se transferiu ao PAOK em 2007.

## Títulos
PAOK
- Copa da Grécia: 2016–17, 2017–18

## Seleção
Foi convocado para defender a Grécia na Copa do Mundo FIFA de 2014.